# Inful

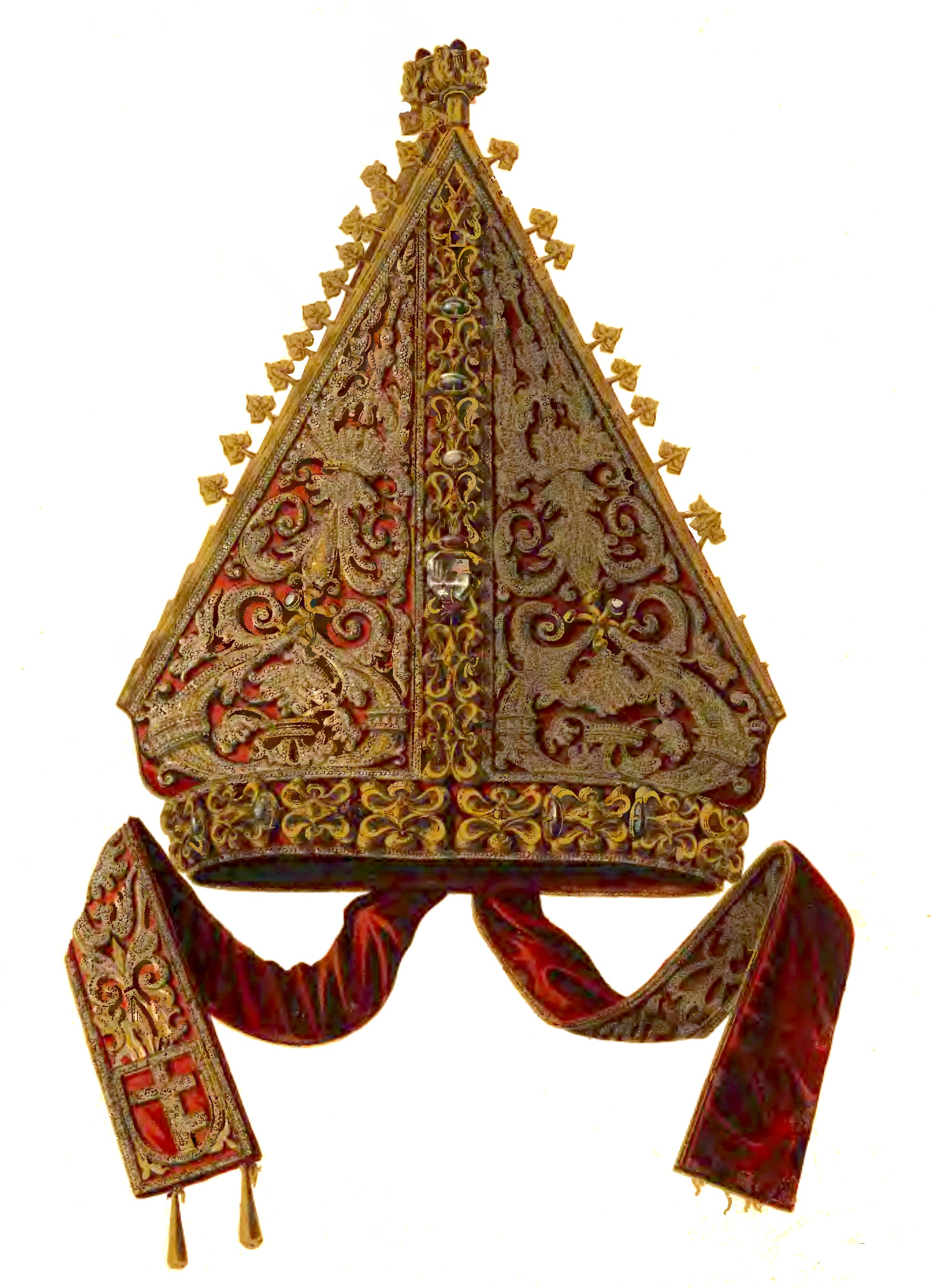
Rote Mitra mit Infuln

Inful, lateinisch infula, auch vitta (Pars pro toto, lat. vitta bezeichnet eigentlich die Quaste), bezeichnete in der römischen Antike zunächst eine breit oder turbanartig um die Stirn gelegte Wollbinde, deren Enden im Nacken herunterhingen. Im Christentum ging der Begriff auf zwei von der Tiara und der Mitra herabhängende, etwa schulterlange Stoffstreifen über. Schließlich wird auch die gesamte Mitra und die Pendilien zuweilen als Inful bezeichnet.

## Geschichte

### Antike
Die Inful war in der römischen Antike eine in weiß und scharlachrot gestreifte oder ganz scharlachrote Kopfbinde aus Wolle. Getragen wurde sie von den römischen Priestern und Vestalinnen bei Kulthandlungen der römischen Religion als Zeichen ihrer religiösen Weihe und Unverletzlichkeit. In der Kaiserzeit trugen auch Kaiser und hohe Magistratspersonen die Inful.

### Christentum
Das Wort Inful wird ab dem 11. Jahrhundert als Synonym zur Bezeichnung Mitra für die Bischofsmütze verwendet; die von der Mitra eines Bischofs herabhängenden, oft reich bestickten Bänder werden Infuln genannt. „Infulieren“ bedeutet daher, jemandem (ehrenhalber) das Recht verleihen, eine Mitra zu tragen – damit ist im Regelfall das päpstliche Privileg gegenüber Äbten (sogenannte „infulierte Äbte“) oder anderen Prälaten („infulierte Prälaten“) gemeint. Es gab auch infulierte Dompröpste, Domdechanten oder Domscholaster. Auch Pröpste eines Kollegiatstiftes konnten dieses Vorrecht erhalten, z. B. der infulierte Propst des Kollegiatstifts Altötting. In Polen ist für infulierte Geistliche und Ordensleute der Begriff Infułat üblich.
Weiterhin wird als Mitrafer oder Infularius der Ministrant bezeichnet, welcher im Pontifikalamt die Mitra hält, wenn die Liturgie vorsieht, sie abzunehmen.

### Kaiserliche Insigne

Kaiserkrone mit Infuln

Im Spätmittelalter wurde der kaiserliche Kopfschmuck – wohl einschließlich der Reichskrone – als infulae imperiales bezeichnet, so etwa in Kapitel 26 der Goldenen Bulle von 1356. In der älteren deutschen Geschichtsschreibung wurde daraus vereinzelt der Begriff Infeln abgeleitet, so etwa von Albert Huyskens.